# لژیون ارمنی فرانسه
لژیون ارمنی (به فرانسوی: Légion arménienne) یک واحد خارجی در ارتش فرانسه بود که در طول جنگ جهانی اول و درست بعد از آن فعال بود و علیه امپراتوری عثمانی جنگید. نام اصلی این لژیون "La Légion d'Orient" (لژیون شرقی) بود. نام آن در ۱ فوریه ۱۹۱۹ به «لژیون ارامنه» (لژیون ارمنستان) تغییر یافت. از سربازان این لژیون به‌طور غیررسمی در میان ارامنه به عنوان گماور (داوطلب) نام برده می‌شد.